# Lasiopetalum
Genre
Classification phylogénétique
Lasiopetalum est un genre de plantes de la famille des Malvacées contenant environ 35 espèces d'arbustes originaires d'Australie. Il est apparenté aux genres Guichenotia et Thomasia. Le plus grand nombre d'espèces pousse en Australie-Occidentale, où 24 espèces sont présentes, dont 8 sont endémiques à la région. Les espèces vivent dans les forêts sclérophylles en plaine et les landes. 
Le genre a été défini en 1798 par James Edward Smith qui ne désigna pas d'espèce type. Le nom du genre est dérivé des mots grecs lasios « poilu » et Petalon « pétale » qui font référence à son calice velu. Lasiopetalum était auparavant classé dans la famille des Sterculiaceae mais cette famille a été placée dans celle élargie des Malvaceae. Dans la famille, il donne son nom à sa tribu, les Lasiopetaleae, qui contient une dizaine de genres, qui sont principalement situés en Australie. Il est étroitement lié au genre Guichenotia bien que la relation exacte et la délimitation du genre ne soient pas claires et nécessitent de nouvelles recherches. 
La plupart des espèces sont des arbustes multi-tiges étalés ou rampants. Tiges, feuilles et fleurs portent de fins poils. Les feuilles sont généralement alternes. Les capitules sont soit axillaires soit terminaux. Les fleurs sont petites, les calices à cinq lobes sont velus avec de minuscules pétales. 
Le genre est rarement cultivé, bien que de nombreuses espèces ont en période de croissance leurs nouveaux poils rouges attractifs et plusieurs espèces ont été cultivées en Angleterre au XIXe siècle. 

## Principales espèces
- Lasiopetalum angustifolium W.Fitzg.
- Lasiopetalum baueri Steetz
- Lasiopetalum behrii F.Muell.
- Lasiopetalum bracteatum (Endl.) Benth.
- Lasiopetalum compactum Paust
- Lasiopetalum cordifolium Endl.
- Lasiopetalum dielsii E.Pritz.
- Lasiopetalum discolor Hook.
- Lasiopetalum drummondii Benth.
- Lasiopetalum ferrugineum (Sm.) Andrews
- Lasiopetalum fitzgibbonii F.Muell.
- Lasiopetalum floribundum Benth.
- Lasiopetalum glabratum Paust
- Lasiopetalum indutum Steud.
- Lasiopetalum joyceae BlLakely
- Lasiopetalum lineare Paust
- Lasiopetalum longistamineum Maiden & Betche
- Lasiopetalum macrophyllum
- Lasiopetalum maxwellii F.Muell.
- Lasiopetalum membranaceum (Steud.) Benth.
- Lasiopetalum membraniflorum F.Muell.
- Lasiopetalum micranthum Hook.f.
- Lasiopetalum microcardium E.Pritz.
- Lasiopetalum molleBenth.
- Lasiopetalum monticola Paust
- Lasiopetalum ogilvieanum F.Muell.
- Lasiopetalum oldfieldii F.Muell.
- Lasiopetalum oppositifolium F.Muell.
- Lasiopetalum parviflorum Rudge
- Lasiopetalum parvuliflorum F.Muell.
- Lasiopetalum quinquenervium Turcz.
- Lasiopetalum rosmarinifolium (Turcz.) Benth.
- Lasiopetalum rotundifolium Paust
- Lasiopetalum rufum R.Br. ex Benth.
- Lasiopetalum schulzenii (F.Muell.) Benth.
- Lasiopetalum × tepperi F.Muell.

## Liste d'espèces
Selon NCBI (31 août 2010) :
- Lasiopetalum molle
- Lasiopetalum sp. Chase 2195